# Manuel Müller (Diplomat)
Manuel Müller (* 1974 in Köln) ist ein deutscher Diplomat, er war von 2019 bis 2021 deutscher Botschafter im Südsudan. Von 2021 bis 2024 war er Botschafter der Europäischen Union in Sierra Leone.

## Leben
Müller studierte Politikwissenschaft und französische Philologie an der Universität Trier von 1993 bis 1999. In den Jahren 1995 und 1996 absolvierte er ein Auslandssemester am Institut d’Etudes Politiques im französischen Bordeaux.
1999 trat Müller in den Auswärtigen Dienst ein und absolvierte die Attachéausbildung für den höheren Dienst. Seine Erstverwendung war 2001 im Auswärtigen Amt in Berlin als Referent in der Abteilung für Globale Fragen und Vereinte Nationen. Die erste Auslandsverwendung folgte 2003 als Ständiger Vertreter in der Deutschen Botschaft Kinshasa in der Demokratischen Republik Kongo. Es folgte 2006 eine Referentenverwendung im Referat Politik der Deutschen Botschaft in Kiew in der Ukraine, bevor Müller 2009 im Auswärtigen Amt in Berlin Länderreferent im Referat Südasien wurde. 2012 wurde er Ständiger Vertreter in der Deutschen Botschaft La Paz in Bolivien und 2015 stellvertretender Referatsleiter des Referates Sahel, West- und Zentralafrika im Auswärtiges Amt in Berlin, bevor er im August 2019 seine Stelle als Botschafter im Südsudan antrat und Jan Hendrik van Thiel nachfolgte. Er verließ den Posten im August 2021 und war seit 1. September 2021 bis 2024 Botschafter der Europäischen Union in Freetown (Sierra Leone).